# Shuhei Matsubara
Shuhei Matsubara (født 11. august 1992) er en japansk fodboldspiller, som spiller for den japanske fodboldklub Shonan Bellmare.